# Werner Stuber
Werner Mortimer Stuber (* 27. Januar 1900; † 7. Februar 1957) war ein Schweizer Springreiter und Teilnehmer bei den Olympischen Sommerspielen 1924 und 1928.
Stuber nahm 1924 bei den Olympischen Spielen in der Einzelwertung und im Team-Wettbewerb teil. Während er mit dem Pferd Girandole in der Einzelwertung antrat und in der Qualifizierung ausschied, erreichte er zusammen mit Alphonse Gemuseus (Lucette) und Hans Bühler (Sailor Boy) beim Preis der Nationen die Silbermedaille.
Bei den Spielen in Amsterdam 1928 erreichte er mit Uhlhard nur den 7. respektive 25. Rang.